# Kyrenaiker
Die Kyrenaiker waren Anhänger und Nachfahren einer antiken philosophischen Schule im Griechenland des 4. und 3. Jahrhunderts v. Chr. Begründet wurde die Schule von Aristippos von Kyrene.
Die von dieser Denkrichtung hervorgebrachten Schriften sind alle verloren. Erhalten sind lediglich zahlreiche Testimonien (antike Berichte über Leben und Lehre).
Die Kyrenaiker verband eine gemeinsame theoretische Grundkonzeption. Einige antike Philosophiehistoriker unterschieden die „eigentlichen Kyrenaiker“ (Aristippos von Kyrene, Arete von Kyrene und Aristippos der Jüngere) von deren späteren Nachfolgern (Hegesias, Annikeris und Theodoros von Kyrene), denen sie jeweils eigene Gruppierungen zuschrieben (die Hegesiaker, die Annikereer und die Theodoreer).

## Vertreter
Vertreter waren:
- im 5. und 4. Jahrhundert v. Chr. Aristippos von Kyrene
- im 4. Jahrhundert v. Chr. Arete von Kyrene, Aristippos der Jüngere
- im 4. und 3. Jahrhundert v. Chr. Hegesias, Annikeris, Theodoros von Kyrene

Weitere Kyrenaiker, über die allerdings so gut wie nichts bekannt ist, waren Antipater von Kyrene, Paraibates (nur an zwei Stellen bei Diogenes Laertios und im Artikel Annikeris in der Suda erwähnt) und Aristoteles von Kyrene.

## Lehre
Dieser Abschnitt behandelt die Lehre der Kyrenaiker insgesamt. Die Beiträge der verschiedenen Vertreter zu dieser Lehre sind in einigen Fällen nur schwer und oft überhaupt nicht auseinanderzuhalten, da in den antiken Berichten nicht selten von „den Kyrenaikern“ insgesamt die Rede ist. Dies betrifft insbesondere Aristippos, Arete und Aristippos den Jüngeren. Was ihre Nachfolger betrifft, so sind immerhin etliche Stellen überliefert, in denen berichtet wird, inwiefern sie von der Lehre ihrer Vorgänger unterschiedliche Ansichten vertreten haben. Solche Stellen werden in den Artikeln zu Hegesias, Annikeris und Theodoros von Kyrene separat behandelt.
Beschäftigung mit Ethik, Erkenntnistheorie, Physik und Logik
Es liegen verschiedene Berichte darüber vor, welche Teilbereiche der Philosophie die Kyrenaiker behandelt haben. So sollen sie die Beschäftigung mit den Problemen der antiken Physik abgelehnt haben, da Erkenntnisse auf diesem Gebiet, wenn überhaupt möglich, ohne jeglichen Nutzen für den Menschen wären. Widersprüchlich sind die Berichte darüber, ob die Kyrenaiker auch auf die Beschäftigung mit dialektischen (heute würde man sagen: logischen) Fragen verzichtet haben. Zentraler Bereich ihrer Beschäftigung war jedenfalls die Ethik, die sie angeblich in fünf Teilbereiche teilten:
- Von dem, was zu erstreben (airetṓn) und zu meiden (pheuktṓn) ist
- Von den Empfindungen (pathṓn)
- Von den Handlungen (práxeōn)
- Von den Ursachen (aitíōn) (hier ging es wohl auch um physikalische Fragen)
- Von den Beweisen (píseōn) (hier ging es wohl auch um logische Fragen)

Man vermutet aufgrund dieser Auflistung, dass Physik und Logik auch von den Kyrenaikern behandelt wurden, allerdings wohl hauptsächlich insofern es sich um ethisch relevante Fragen handelte. So ging es im ethischen Teilbereich „Von den Ursachen“ wohl auch um Physik, im Teilbereich „Von den Beweisen“ wahrscheinlich auch um Logik. Etliche Testimonien behandeln die Erkenntnistheorie der Kyrenaiker.
Erkenntnistheorie
Zur kyrenaischen Erkenntnislehre ist ein ausführlicher Bericht von Sextus Empiricus erhalten. Zentral ist folgende These: „Allein die Empfindungen (páthē) werden erkannt und sind untrüglich, von den Dingen, die die Empfindungen hervorgerufen haben, ist dagegen keines erkennbar und untrüglich.“ Dass verschiedene Menschen die gleiche Aussage über die Beschaffenheit eines Dings tätigen und dass sie die Dinge mit „gemeinsamen Wörtern“ (koinà onómata) bezeichnen, ändert nichts an dieser Tatsache. Nach Ansicht der Kyrenaiker seien zuverlässige Aussagen über die Beschaffenheit der Dinge unmöglich und die Dinge unerkennbar.
Das Zustandekommen von Empfindungen ist nach kyrenaischer Ansicht ein körperlich-seelischer Vorgang. Durch die Einwirkung äußerer Gegenstände oder Geschehnisse werden im Körper des Betroffenen Bewegungen (kinḗseis) ausgelöst, die über die Sinnesorgane in die Seele übermittelt und dort als Empfindungen registriert werden. So sollen die Kyrenaiker statt Sätzen wie „Ich sehe etwas Weißes“, Sätze wie „Ich werde geweißt“ bevorzugt haben, um deutlich zu machen, dass einem bestimmten Gegenstand nicht die Eigenschaft „weiß“ zugesprochen werden kann. Oder in allgemeiner Form: „Ich werde von etwas in einer bestimmten Weise bewegt.“
Ethik
Die Eigenschaften gut und schlecht sind nach den Kyrenaikern nur an Empfindungen zu finden – ihre erkenntnistheoretischen Ansichten schließen ja schon aus, dass Dinge als gut oder schlecht bezeichnet werden können. Gute Empfindungen seien aber gleichbedeutend mit lustvollen (lustvoll: hēdú) und schlechte mit schmerzlichen (schmerzvoll: lypērón). Das Gute ist für die Kyrenaiker also die lustvolle Empfindung, das Schlechte die schmerzvolle Empfindung. Eine Bestätigung dessen sei, dass „die Lust allen Lebewesen erwünscht ist, der Schmerz dagegen zurückgewiesen wird.“ Das höchste Gut und das „Ziel all unseres Tuns“ (télos) ist demnach die Lust, das größte Übel ist der Schmerz.
Physikalisch gesehen seien – so überliefern es Diogenes Laertios und Sextus Empiricus – Lust und Schmerz Bewegungen. Sanfte Bewegungen würden als lustvoll, raue Bewegungen als schmerzhaft verspürt. Sextus Empiricus berichtet von einem dritten Zustand, in dem keine der beiden Bewegungen, also weder Lust noch Schmerz verspürt würden.
Im Gegensatz zu den anderen zeitgenössischen philosophischen Strömungen setzten die Kyrenaiker den Zustand der Glückseligkeit (eùdaimonía) nicht mit dem Ziel alles Tuns gleich. Die Eudaimonie wäre ein dauerhafter Zustand ewig sich aneinander reihender Lustempfindungen, ein Zustand, der nach den Kyrenaikern nur äußerst schwer zu erreichen ist. Erreichbares Ziel hingegen seien einzelne, zeitlich begrenzte Lustempfindungen. Wodurch Lustempfindungen hervorgerufen werden, war den Kyrenaikern übrigens egal – etwa ob durch gesellschaftlich anerkannte oder von der Gesellschaft nicht akzeptierte Handlungen. Sie unterschieden nicht zwischen unanständiger und anständiger Lust.
Die als höchstes Gut angesehene körperliche Lustempfindung sahen die Kyrenaiker als einen körperlich-seelischen Prozess an. Ein von außen kommender Impuls ruft im Körper eine Bewegung hervor, die an die Seele weitergeleitet und von dieser als lustvoll empfunden wird. Laut Diogenes Laertios haben sie daneben eine minderere, rein seelische Form der Lust anerkannt (seelische Lustempfindungen nannten sie: chará), wie zum Beispiel das Vergnügen am Wohlergehen des Vaterlands und Kunstgenüsse.
Da für die Kyrenaiker die Lust das höchste Gut war, schrieben sie anderen Dingen nur einen Wert zu, insofern sie zum Lustgewinn beitragen. Als Beispiele werden Reichtum, Freundschaft und Einsicht genannt. So lässt etwa die Einsicht (phrónēsis) erkennen, wie eine Situation lustvoll gestaltet werden kann. In manchen Fällen sei beispielsweise einzusehen, dass es besser ist, gesellschaftliche Konventionen einzuhalten, obwohl diese willkürlich seien.
Auch empfiehlt es die Einsicht, bestimmte Gefühle wie Neid, Verliebtheit und Aberglaube zu meiden, da sie mit Schmerz verbunden sind und Lustempfindungen verhindern. Die genannten Gefühle entstünden als Folge leerer Einbildungen. Von diesen leeren Einbildungen könne man sich durch Einsicht befreien. Etwa wenn man einsieht, dass Neid die Einbildung ist, man müsse etwas haben, was ein anderer besitzt; oder dass Verliebtheit die Einbildung ist, man könne nicht ohne die Gegenwart und Zuneigung einer Person auskommen; oder dass Aberglaube die Einbildung ist, man sei mächtigeren und Strafen verhängenden Wesen untergeordnet. Eine andere Art von Gefühlen bilden hingegen beispielsweise Kummer (lýpē) und Angst (phóbos). Solche Gefühle seien keine leeren Einbildungen, sondern kommen „auf natürliche Weise“ (physikṓs) zustande. Laut Cicero waren die Kyrenaiker aber immerhin der Ansicht, man könne Kummer oft vorhersehen und vorkehrende Maßnahmen treffen. So sprachen sie von einem gewissen Vorherbedenken (praemeditatio, dementsprechend Anaxagoras und Stoiker wie Chrysipp in Bezug auf eine Übermacht der Emotionen und Affekte von einer praemeditatio malorum). An anderer Stelle ist überliefert, dass sie nicht nur solchermaßen ein mentales Training, sondern auch körperliches Training (áskēsis) empfahlen.
Aristippos von Kyrene soll als erster den Begriff der Menschlichkeit (anthropismós) in die Philosophie eingeführt haben und hat laut Xenophon, Teles von Megara und Plutarch einen Kosmopolitismus vertreten.

## Rezeption
Die Kyrenaiker werden als frühe Vertreter eines Hedonismus und als Vorgänger des späteren Epikureismus angesehen.